# Змієшийка
Змієши́йка (Anhinga) — рід сулоподібних птахів, єдиний у родині змієшийкових (Anhingidae). Існує чотири сучасні види в складі цього роду, один з яких перебуває під загрозою зникнення. Свою назву отримали завдяки своїй довгій тонкій шиї, яка при плаванні подібна змії, коли решта частина тіла прихована під водою.

## Поширення
Змієшийки поширені у тропічних, субтропічних та на півдні помірних регіонів. Трапляється в Австралії, Південній та Південно-Східній Азії, Африці, Центральній та Південній Америці, на південному сході США.

## Опис
Змієшийки — великі птахи з різним диморфним (тобто різним у самців і самок) оперенням. У самців чорне і темно-коричневе оперення, прямий гребінець на потилиці, і більший, ніж у самиць, дзьоб. У самиць оперення менш яскраве, особливо на шиї і підгрудді. Як у самців, так і самиць є сірі переривисті лінії на оперенні верхньої частини крил. Дзьоб довгий, прямий, на кінці загострений, має злегка зубчасті краї. Лапи у змієшийок повністю перетинчасті, короткі й розташовані далеко в задній частині тулуба. Оперення намокає, подібно оперенню бакланів, і тому після занурення змієшийки широко розпрямляють крила, щоб дати йому просохнути. При польоті або посадці видають клацаючі або цвіркочучі звуки. При виведенні потомства дорослі птахи інколи видають каркаючі або шиплячі звуки. Змієшийки морфологічно та екологічно близькі до бакланів, але відрізняються від них рядом анатомічних особливостей.

## Види
- Змієшийка американська (Anhinga anhinga)
- Змієшийка чорночерева (Anhinga melanogaster)
- Змієшийка австралійська (Anhinga novaehollandiae)
- Змієшийка африканська (Anhinga rufa)

Викопні види
- †Anhinga beckeri Emslie, 1998
- †Anhinga grandis Martin & Mengel, 1975
- †Anhinga pannonica Lambrecht, 1916
- †Anhinga subvolans Brodkorb, 1956
- †Anhinga walterbolesi Worthy, 2012

Крім того, у викопному стані відомі інші роди змієшийкових:
- Meganhinga Alvarenga, 1995 (ранній міоцен, Чилі)
- "Paranavis" (середній міоцен, Аргентина) – має статус nomen nudum, оскільки назва запропонована у дипломній роботі, а згідно з правилами Міжнародної комісії із зоологічної номенклатури така назва не може бути валідною.
- Macranhinga Noriega, 1992 (середній міоцен – ранній пліоцен, Південна Америка)
- Giganhinga Rinderknecht & Noriega, 2002 (пізній пліоцен/ранній плейстоцен, Уругвай)